# Xucladits
El xucladits, cabot xuclador (a Menorca), aixafa-roques o aferrapedres (Lepadogaster lepadogaster) és un peix de la família Gobiesocidae, que es troba a l'Atlàntic Est i al Mediterrani, entre latituds 46° N i 30° N. La seva longitud pot arribar als 65 mm.
El cabot xuclador i la resta de components de la família dels gobiesòcids no tenen una classificació taxonòmica clara. FishBase col·loca aquesta família com l'única de l'ordre Gobiesociformes, al superordre Paracanthopterygii;
mentre que les classificacions estatunidenques com ITIS, la col·loquen al subordre Gobiesocoidei de l'ordre dels perciformes, al superordre Acanthopterygii.
Algunes fonts cataloguen el xucladits porpra de la mateixa espècie (Lepadogaster lepadogaster purpurea) mentre que d'altres qualifiquen aquesta com una espècie independent (Lepadogaster purpurea).